# Киото
 Тази статия е за града в Япония.  За префектурата вижте Киото (префектура).  
Киото (на японски: 京都市, по английската Система на Хепбърн Kyōto-shi, в превод „столица на столиците“) е град в Япония с население 1,5 милиона души. В миналото е бил столица на императорска Япония, сега е столица на префектура Киото и част от района Осака-Кобе-Киото. Киото е разделен на 11 квартала (ку, 区).

## История
Според археологически изследвания първите заселвания на острова датират от преди 10 пр.н.е., но малко са запазените сведения за периода до 6 век. През 8 век с разпространението на будизма и опита на последователите му да се месят в политиката на правителството, императорът взима решение да премести столицата далеч от будисткото влияние.
През 794 г. новата столица Хеянкио (平安京 – Столица на Хеян) се превръща в седалище на императорския двор. По-късно градът е преименуван на Киото (столица-град) и остава столица на Япония до преместването ѝ през 16 век в Едо (днешно Токио).
През Втората световна война, въпреки решението на американското правителство да хвърли атомна бомба над града, Киото е пощаден. Днес той е единственият голям град в Япония, в който все още могат да се видят машия – традиционните японски къщи.
Министърът на отбраната на САЩ Хенри Стимсън зачерква Киото от списъка на целите поради неговото културно значение, въпреки съпротивата на генерал-лейтенант Лесли Гроувс (началник на проекта „Манхатън“). По думите на професор Едуин О. Райшауер, „Стимсън знае и цени Киото от времето на неговия меден месец там, десетилетия по-рано“.

## Демографски данни
Според данни от 2008 г. населението на града е 1 464 990 души, 1175 души на км2. Общата площ на града е 82 790 км2.

## Райони
Киото е разделен на единадесет района:
- Фушими (на японски: 伏見区)
- Хигашияма (на японски: 東山区)
- Камигьо (на японски: 上京区)
- Кита (на японски: 北区)
- Минами (на японски: 南区)
- Накагьо (на японски: 中京区) – административен център
- Нишикьо (на японски: 西京区)
- Сакьо (на японски: 左京区)
- Шимогьо (на японски: 下京区)
- Укьо (на японски: 右京区)
- Ямашина (на японски: 山科区)

## Култура
Киото е считан за културната столица на Япония. По време на Втората световна война цялата страна е бомбардирана, Киото със своите 1600 будистки храмове, 400 шинтоистки параклиси, дворци, градини и уникална архитектура остава непокътнат и е един от най-запазените градове в Япония. В района на Киото се намират едни от най-известните храмове, дворци и градини:
- Кийомидзу-дера – изключителен храм изработен изцяло от дърво, намиращ се в източната част на града
- Кинкаку-джи – Златният павилион
- Гинкаку-джи – Сребърният павилион
- Хеян Джингу – Шинтоистки параклис построен през 1895 г.
- Рьоан-джи – известен със своята каменна градина
- Храмът Шункойн
- Императорският дворец – дом на японските императори през много векове
- Императорската вила Кацура

Киото е познат и с изобилието от етно-ресторанти, в които се предлага традиционна японска кухня.

## Икономика
Туризмът е важен отрасъл в икономиката на Киото. Заради богатото си културно наследство, градът е посещаван от много местни и чуждестранни училищни и туристически групи.
Местната индустрия е предимно малки фабрики, произвеждащи японски стоки. Кимоната произведени в Киото са изключително известни, поради това и градът остава главния център за производство им.
В областта на тежката индустрия, значителен дял се пада на технологиите. Градът е дом на компанията Нинтендо и корпорацията ОМРОН.

## Туризъм
Киото е една от най-популярните туристически дестинации в Япония.

## Известни личности
Родени в Киото
- Комей (1831 – 1867), император
- Юко Накадзава (р. 1973), актриса и певица
- Тасуку Хонджо (р. 1942), имунолог
- Хироши Ямаучи (1927 – 2013), бизнесмен

Починали в Киото
- Комей (1831 – 1867), император
- Кенджи Мидзогучи (1898 – 1956), режисьор
- Хироши Ямаучи (1927 – 2013), бизнесмен

## Галерия
Киото е приказно място с вековна история, старинни храмове и дворци, божествена природа и градини. Някои от най-красивите места, които могат да се посетят в Киото:
- Златният павилион
- Киото през есента
- Сенюджи – будистки храм
- Шоринин – будистки храм
- Кондо – национално богатство
- Сребърният павилион
- Каменната градина в Рьоан-джи
- Градина в Реиунин, Тофукуджи
- Замъкът Ниджо
- Кийомидзу-дера
- Шинтоисткият храм Хеян Джингу
- Императорският дворец

## Побратимени градове
Киото е побратимен град или партньор с:
- Бостън, Масачузетс, САЩ
- Гуадалахара, Мексико
- Дзиндзу, Корея
- Загреб, Хърватска от 1972 г.
- Йогякарта, Индонезия
- Киев, Украйна
- Кьолн, Германия
- Париж, Франция
- Прага, Чехия
- Сиан, Китай
- Флоренция, Италия